# HMS Chatham (1911)
El HMS Chatham fue un crucero ligero clase Town de la Royal Navy británica. Fue botado el 9 de noviembre de 1911 en los astilleros Chatham y era el primero del subgrupo de cruceros Chatham.

## Historial
En principio el nuevo buque fue asignado al 2.º Escuadrón de Cruceros Ligeros en el Mediterráneo, donde participó en la persecución de los buques alemanes Goeben y Breslau. En 1914 fue destinado a operar en el mar Rojo y en noviembre de ese año, capitaneado por Sidney R. Drury-Lowe, el crucero estuvo involucrado en operaciones contra el buque corsario alemán SMS Königsberg, que estaba atacando a la marina mercante. En mayo de 1915 regresó al Mediterráneo y estuvo en el estrecho de los Dardanelos en apoyo de los desembarcos aliados durante la batalla de Galípoli. También supervisó los desembarcos en la bahía de Suvla (Turquía), donde actuó como buque insignia del contralmirante John de Robeck, comandante de la flota de desembarco. El 1916 el Chatham regresó a aguas británicas y se unió al 3.º Escuadrón de Cruceros Ligeros en la Gran Flota. El 26 de mayo de ese año chocó contra una mina marina y tuvo que ser reparado.
Tras la guerra el Chatham fue prestado a la Real Armada de Nueva Zelanda de 1920 a 1924. En 1922 la tripulación del crucero ligero donó una copa a la Asociación de Fútbol de Nueva Zelanda, que se convirtió en la Copa Chatham, torneo equivalente a la famosa FA Cup inglesa y primer trofeo futbolístico neozelandés. El 13 de julio de 1926 el Chatham fue vendido para desguace.